# Lissocreagris subatlantica
Espèce
Synonymes
- Microcreagris subatlantica Chamberlin, 1962

Lissocreagris subatlantica est une espèce de pseudoscorpions de la famille des Neobisiidae.

## Distribution
Cette espèce est endémique des États-Unis. Elle se rencontre en Alabama, en Géorgie, en Caroline du Sud, en Caroline du Nord et au Tennessee.

## Description
Le mâle holotype mesure 2,05 mm et les femelles de 2,48 à 3,07 mm.

## Systématique et taxinomie
Cette espèce a été décrite sous le protonyme Microcreagris subatlantica par Chamberlin en 1962. Elle est placée dans le genre Lissocreagris par Ćurčić en 1981.

## Publication originale
- Chamberlin, 1962 : New and little-known false scorpions, principally from caves, belonging to the families Chthoniidae and Neobisiidae (Arachnida, Chelonethida). Bulletin of the American Museum of Natural History, no 123, p. 303-352 (texte intégral).